# Jean-Paul Cornu
Pour les articles homonymes, voir Cornu.
Jean-Paul Cornu, né le 8 juin 1941 à Nantes et mort le 19 juin 2015 à Saint-Herblain, est un cinéaste français, principalement directeur de la photographie et deuxième assistant opérateur.

## Filmographie

### Directeur de la photographie
- 1962 : À vol d'oiseau de Christopher Miles (court-métrage)
- 1973 : Une saison dans la vie d'Emmanuel de Claude Weisz
- 1977 : Un amour de sable de Christian Lara
- 1977 : Mississippi de Jacques-Yves Cousteau (documentaire TV)
- 1977-1978 : L'Odyssée Cousteau (3 épisodes[Lesquels ?])
- 1980 : Les Borsalini de Michel Nerval
- 1982 : Les P'tites Têtes de Bernard Ménez
- 1982 : Du grand large aux Grands Lacs de Jacques-Yves Cousteau, Jacques Gagné et Jean-Paul Cornu
- 1984 : Mississippi (2 épisodes)
- 1984 : Amazone (2 épisodes)
- 1985 : Jacques Cousteau: Mes premiers 75 ans de John Soh
- 1986 : À la redécouverte du monde 1 (1 épisode)
- 1988 : Island of Peace (documentaire TV)
- 1990 : Australie (série documentaire)
- 1992 : À la redécouverte du monde 2 (1 épisode)

### Participations
- 1962 : À vol d'oiseau de Christopher Miles (court-métrage) : cadreur
- 1967 : Le Samouraï de Jean-Pierre Melville : deuxième assistant opérateur
- 1967 : Diaboliquement vôtre de Julien Duvivier : deuxième assistant opérateur
- 1969 : Le Clan des Siciliens de Henri Verneuil : premier assistant opérateur
- 1970 : Le Cercle rouge de Jean-Pierre Melville : deuxième assistant opérateur
- 1971 : Max et les Ferrailleurs de Claude Sautet : premier assistant opérateur
- 1973 : Don Juan ou Si Don Juan était une femme... de Roger Vadim : deuxième assistant opérateur
- 1973 : Le Magnifique de Philippe de Broca : premier assistant opérateur
- 1974 : Le Führer en folie de Philippe Clair : premier assistant opérateur
- 1974 : Stavisky... d'Alain Resnais : premier assistant opérateur
- 1974 : Dis-moi que tu m'aimes : opérateur camera
- 1975 : Femmes vicieuses de Georges Cachoux : opérateur camera
- 1975 : Vous ne l'emporterez pas au paradis de François Dupont-Midy : opérateur camera
- 1978 : L'Odyssée Cousteau : opérateur camera (1 épisode)
- 1985 : Amazone : opérateur camera (1 épisode)
- 1986 : À la redécouverte du monde 1 (3 épisode)
- 1995 : Les 85 ans de Jacques-Yves Cousteau (documentaire TV) : opérateur camera

### Réalisateur
- 1982 : Du grand large aux Grands Lacs

#### Télévision
- 1984 : Amazone (2 épisodes: River to the Future, Snowstorm in the Jungle)
- 1986 : À la redécouverte du monde (2 épisodes: Cuba: Waters of Destiny, Haiti: Waters of Sorrow)